# Brunehulde
Ne doit pas être confondu avec Brunehilde.
Brunehulde ou Brunéhulde (nom masculin) est le nom d'un personnage aujourd'hui considéré comme mythique, fils - selon la légende hennuyère - de Bavo (aussi dit « Bavo l'ancien » ou « Bavo-le-Brun » (nom qui le distingue d'autres Bavos qui descendront de lui). 

Brunnéhulde serait l'un des fils du « quadruplé » de garçons que la légende attribue à l'une des deux femmes de Brunéhulde, la première à enfanter. Selon la tradition médiévale, Brunéhulde a eu ensuite de nombreux autres frères et demi-frères. 

Le récit légendaire médiéval hennuyer nous apprend aussi qu'il sera l'héritier de son puissant père. 
Le fond légendaire médiéval (qui a aussi quelques racines remontant au moins à l'antiquité romaine), veut que Bavo (« Bavo l'Ancien ») ait été un troyen de la famille de Priam, qui se serait exilé de la Grèce antique après la guerre de Troie, pour gagner par mer l'Angleterre (après un passage par le Nord de l'Ouest de l'Afrique), puis l'ancienne Gaule, et plus précisément la région de l'actuel Hainaut belge et français). 
ce « Bavo l'ancien » serait le fondateur (également mythique) du premier royaume belge et de la ville Belges (devenue Bavay selon plusieurs chroniqueurs médiévaux dont Jacques de Guyse). 

## Contexte temporel (légendaire)
Selon Jacques de Guyse (dans ses chroniques du Hainaut), « lorsque Silvius Alba et Aegippus Silvius régnaient en Italie, ce prince (Brunehulde) renouvela d'abord les lois des Troyens, et confirma celles que ses prédécesseurs avaient ajoutées ».

## Filiations
Le « grand-prêtre » Brunéhulde, fils de Bavo qui, « d'après la nouvelle loi, n'avait pris que deux épouses, eut de la première vingt-deux enfants mâles, qu'elle lui donna en sept couches et qui tous dans la suite portèrent les armes. Celle-ci accoucha d'abord de quatre enfants à la fois, et en mit au monde trois à chacune des six couches suivantes. De la seconde épouse naquirent douze garçons et douze filles en différens tems ».

## Brunéhulde, guerrier-dictateur
Après avoir écrit ses nouvelles loi, Brunéhulde - selon la légende - force, « sous peine d'être écorché tout vif, tout citoyen de son royaume à suivre le même culte et à adorer les neuf divinités de la cité Belges ; il accrut aussi magnifiquement le culte des idoles. 
Dès les premiers tems de Brunehulde, Ebrancus, roi des Bretons, ayant fait un heureuse descente dans les Gaules, dans l'intention de réparer et de ravitailler la ville des Morins (Térouenne), et de subjuguer ensuite les Belges, dévastait ces contrée. 
Le grand-prêtre Brunéhulde, encore à la fleur de son àge, rassemble aussitôt ses armées, et n'attaque Ebrancus. Ces deux rivaux combattirent l'un contre l'autre avec courage et acharnement ; mais enfin Brunéhulde ayant fait un grand carnage des Bretons, chassa leur roi de son royaume, et le poursuivit jusqu'aux bords de la mer, où périt une grande partie de ses soldats. Le vainqueur alors ayant réparé la cité des Morins, y établit pour roi Aganippus son frère, et fit construire un temple en l'honneur de mars, non pour y offrir les sacrifices prescrits, mais seulement pour y perpétuer le souvenir de ce Dieu. Peu de tems après, Brutus, surnommé Vert-Ecu, fils d'Ebrancus, ayant rassemblé une armée nombreuse, passa la mer avec les Albaniens pour envahir le pays de Belges ; et ayant débarqué sur le rivage voisin de l'embouchure de l'Escaut, il répandit ses troupes dans les bois et les forêts, jusqu'au marais qu'on appelle aujourd'hui la Haine, à huit mille pas de Belgis ; puis couronnant de châteaux les montagnes, et occupant tout le pays depuis la mer et jusqu'à la rivière de Haine dont nous venons de parler, il bâtit des villes, des châteaux, des bourgs et des places fortes, dont plusieurs conservent encore aujourd'hui les noms qui leur ont été imposés par les Bretons, tel que le Mont de Brutus, comme on l'appelle à présent, et la Station des Brutes, où fut livrée la bataille, dont il sera fait mention plus bas, lieu qui porte maintenant le nom d'Estambrugges.
L'archi-druide Brunéhulde ayant aperçu les Bretons sur les montagnes, tourna la rivière et les marais, et ayant joint les ennemis entre deux montagnes  dans une vallée appelée, comme nous l'avons dit la station des Brutes, on combattit avec acharnement et avec une grande perte d'hommes de part et d'autre. Enfin de nombreux renforts étant arrivés aux Belges, de Tongres et de Trèves, ainsi que des royaumes des Ruthéniens et des Morins, les Bretons furent taillés en pièces. Après la fuite et la déroute de ceux-ci, un grand nombre d'Albaniens restèrent au milieu des bois, retirés dans des retraites impénétrables; et quoique menant une vie sauvage, ils ne laissèrent pas que d'incommoder fortement les Belges dans la suite ».
« Du tems de ce Brunéhulde, les Mosellans ayant attaqué les peuples de Trèves, leur causèrent de grands dommages ; et comme la ville de ces derniers avait été déjà depuis longtems ruinée par les Belges, et qu'ils ne pouvaient la relever sans le consentement de ceux-ci, ils mandèrent à Brunéhulde de les défendre contre les Mosellans, ou de leur permettre de fortifier leur ville, sinon qu'ils se soumettraient entièrement à leurs ennemis, Le grand-prêtre rassembla au sitôt une grande armée des diverses parties de son royaume, et descendit contre les Mosellans à la tète de quarante ducs et de quarante comtes, avec soixante chasseurs et plusieurs rois, Après les avoir écrasés aussi promtement que la tempête, il s'empara de leur pays; puis étant entré dans la ville de Trèves, il la fit réparer. Et comme ceux d'Agrippine s'étaient alliés aux Mosellans contre les Trévirois et les Tongriens, il attaqua leur ville, et, dans l'espace de huit mois, il soumit à sa domination toutes les villes situées sur le Rhin, et rasa les murs et les portes d'Agrippine ».
Jacques de Guyse ajoute que « pendant ce temps là, les Allobroges, les Celtes et les Séquaniens ayant appris que la ville de Régis était dépeuplée et privée de défenseurs se réunirent dans l'intention de porter secours aux Mosellans, et se proposèrent de s'emparer de Régis en se faisant passer pour pèlerins. Une multitude immense se mit donc en chemin pour aller adorer le dieu Mars ; mais tous les prêtres de la ville commencèrent à être jaloux des prêtres de Mars dès qu'ils virent l’affluence des pèlerins qui se portaient vers ces derniers ; et ayant Consulté le dieu Bel à ce sujet, il leur fut répondu que toute cette foule déguisée était descendue non par dévotion pour Mars, mais dans l'intention de surprendre la ville, Alors les Belges ayant fermé la porte de Mars, attaquèrent subitement ces pèlerins, qui se défendirent avec opiniâtreté ; Cependant après beaucoup de sang répandu de part et d'autre, ils sortirent en petit nombre de la ville et le reste fut tué. Ensuite les Belges s'étant mis à la poursuite des Séquaniens, les atteignent près d'une rivière, les combattent et les font tomber tous sous leurs coups ou périr dans les flots. C'est de la déroute de ces Séquaniens que la rivière à ce que j'en rapporte, prit le nom de Secaut (Escaut). Brunéhuldle, étant de retour de sa victoire sur les Mosellans et les Agrippiniens, après avoir permis de réparer la ville de Trèves apprit la tentative des Allobroges, des Celtes et des Séquaniens, et résolut de venger cette injure. C'est pourquoi il marche contre les Allobroges, mais il essuya beaucoup de difficultés dans le passage des rivières. Les Allobroges, fortifiés du secours des Celtes et des Séquanniens, opposèrent une vigoureuse résistance ; enfin ne pouvant vaincre l'opiniâtreté des Belges, ni repousser leurs assauts continuels, après de nombreux combats et de sanglantes défaites, ils prirent le parti de se réfugier sur les montagnes et dan les lieux déserts, et abandonnèrent leurs propres cités. Les Belges alors parcourent pendant trois ans les contrées qui appartenaient à leurs ennemis, et les réduisirent toutes sous leur domination, qu'ils étendirent jusqu'au Rhone, aux Alpes Pennines et aux Monts-Cendrés. De là Brunéhulde, conduisant son armée dans l'Aquitaine, dans la Touraine, dans l'Armorique, dans l'Hunaïque et vers les monts Caspies, affama tous les pays par lesquels il passa, les ravageant par le fer et le feu, et étendit ses conquètes jusqu'à lamer d'Espagne. Il revint dans ses états au bout de dix ans, après avoir triomphé de tous ses ennemis, emmenant avec lui plusieurs rois qu'il avait faits prisonniers ; mais à son arrivée ayant offert des sacrifices aux dieux des Belges, et s'étant acquitté de tous les devoirs de leur culte, il renvoya tous ces princes captifs avec honneur ; et, en reconnaissance de ses victoires, il sacrifia son fils ainé au dieu Mars. Le peuple se livra à cette occasion à de grandes réjouissances. Brunéhulde avait appris des dieux qu'il n'aurait aucun danger à craindre du côté de la mer ».
« Du tems de Brunéhulde, les Saxons, les Suèves, les Alains et plusieurs autres nations, ayant passé le Rhin, vinrent avec une armée innombrable assiéger la ville de Trèves ; et, sans interrompre le siège, ils se mirent à dévaster le pays de toutes parts, jusqu'à Tongres et jusqu'à Mosellane. Aussitot que Brunéhulde eut appris cette nouvelle, ayant de nouveau rassemblé ses troupes, il passa la Meuse, et vint dresser ses tentes à quatre mille pas du camp des assiégeans ; puis ayant réuni ses forces, il attaqua les Saxons, et engea un combat sanglant. Il avait préparé trois écchelles, et placé à chacune d'elles quatre rois, dix ducs et autant de comtes, avec leurs chasseurs et les soldats qui étaient sous leur commandement. À la première attaque, qui fut grave et vigoureuse, la première échelle fut perdue et foulée aux piés. La seconde échelle, qui avait été construite plus récemment, s'avança aussitôt pour assaillir les Saxons déjà fatigués ; mais les Belges, combattant sur des morceaux de cadavres, commençaient à mollir, lorsque Brunéhulde, qui s'en aperçut,invoqua le dieu Mars et fit approcher la troisième échelle, qu'il conduisait lui-même. Attaquant ensuite en flanc et en dos les Saxons, qui combattaient comme des lions, on vit commencer une lutte terrible e très longue, où enfin ceux-ci ne pouvant plus supporter le poids des armes de leurs adversaires, abandonnèrent le champ de bataille après l'avoir couvert de leurs morts, et s'enfuirent du côté de Mosellane jusqu'à un pont qu'ils avaient construit. Brunéhulde étant resté victorieux sur le champ de bataille, détacha quatre rois, huit ducs et autant de comtes, avec les chasseurs et les autres troupes qui se trouvaient sous leur commandement, afin de poursuivre 'ennemi ; et tous ceux qu'épargna le fer, trouvèrent la mort dans la rivière, à l'exception d'un petit nombre qui parvint à se sauver. Après cette bataille, Brunéhulde partagea également toutes les dépouilles ; et après s'être reposé trois jours seulement à Trèves avec un petit nombre des siens, afin de soigner les blessés, il se mit à la poursuite du reste des Saxons, Mais il manda auparavant à Belgis qu'on lui envoie encore dix ducs, dix comtes, trente chasseurs et toutes les troupes dont il s avaient le Commandement,avec ordre de les diriger sans délai sur la Saxe, où il se rendait. Passant ensuite le Rhin avec ses Belges, et poursuivant vivement et sans relâche les ennemis, il trouva les peuples stupéfaits, surpris, dispersés, désolés et consternés de la déroute de leurs concitoyens, et ne rencontra que peu ou point de résistance en rentrant dans la Suède et dans la Saxe. Il traversa ces contrées en soumettant les villes et les places fortes ; mais lorsqu'il fut arrivé dans la Haute Saxe, il la trouva en armes et prête à lui résister avec vigueur. I1 l'envahit néanmoins, et après l'avoir épuisée par cinq années de guerre continue, il la réduisit enfin tout entière sous sa domination. Ensuite il soumit la Dacie, la Norwège et jusqu'à la Prusse, d'une part et d'autre l'Esclavonie, la Hongrie et enfin toute la Germanie. Brunéhulde rentra triomphant dans ses états, après avoir été absent pendant huit années, et après avoir réuni sous son empire les pays et les peuples d'une mer à l'autre, et jusqu'aux Alpes Pennines, aux monts Pirénées, du Jura et aux monts Caspies ».

## Brunéhulde législateur autoritaire
Après avoir « pacifié » son empire, Brunéhulde, toujours selon les chroniqueurs médiévaux, a ajouté de nouvelles lois à celles établies par son père, les a publiées et imposées « à tous les peuples qu'il avait domptés, et leur enjoignit d'y être fidèles, sous peine d'être écorchés tout vifs. 
La première loi qu'il ajouta aux anciennes portait que toutes les nations qu'il gouvernait seraient soumises au même culte, à la même religion, à l'unité d'adoration, de sacrifices et d'offrandes, sans aucune distinction, et sous peine de subir le supplice dont nous avons parlé. Il ordonna encore, sous peine du même supplice, que tout royaume, toute nation, toute ville et place forte, ou village, toute maison et toute personne qui se trouvaient sous sa domination, apporteraient certaines offrandes et feraient certains sacrifices à des époques déterminées, dans les chapelles et les temples, aux dieux immortels de la ville de Belgis. Il décréta de plus, sous peine du même châtiment, que les matières servant aux échanges, les lois, les mesures et les poids, qui étaient déjà depuis longtems adoptés par les citoyens de Belgis, seraient communs à tous ses sujets. Enfin il voulut, Sous peine du même supplice, que dans toutes les choses douteuses ou embarrassées, dans les maladies et dans les autres cas, les seuls dieux de la ville de Belgis fussent consultés ».

## Brunéhulde est-il ou non le créateur légendaire des chaussées Brunehaut?
Toujours selon le récit transmis et probablement modifié au cours du temps par certains chroniqueurs,  

« Afin qu'aucun royaume, aucune ville ou forteresse, aucun homme ni aucune femme ne pussent s'excuser, en prétextant cause d'ignorance, Brunéhulde fit d'abord Promulguer solennellement dans tous les pays toutes les lois de la ville de Belgis, ordonna qu'elles fussent gravées sur les portes des villes,des forteresses et des villages de son empire, afin qu'elles demeurassent exposées aux ieux (yeux) de tous. 
Ensuite il fit paver les sept grandes routes qui avaient été commencées par Bavo l'ancien, et qui, partant des sept temples, ou des sept portes de planètes, ou des set tidoles de la ville de Belgis, s'étendaient en droite ligne jusqu'aux limites ou confins de ses royaumes. Elles avaient toutes cent piés de large ; et quatre d'entre elles étai entrecouvertes de briques cuites, ornées de colonnes de marbre, et bordées d'allées de chênes; c'étaient la route de Jupiter, celle de Mars, celle du Soleil et celle de Vénus. Les trois autres, c'est-à-dire, les routes de Saturne, de Mercurce et de la Lune, étaient pavées de pierres recouvertes en marbre, et étaient revêtues d'écailles et de pierres noires. 
Le soin d'entretenir et de conserver toutes ces routes fut confié aux chasseurs, C'est à cette époque que la ville de Belgis fut à son plus haut point de gloire, de puissance et de splendeur »
L'Auteur-traducteur (De Guyse) signale ici que :

« Nicolas et Lucius ne sont point d'accort sur le fondateurs de ces sept grands chemins. Lucius dit qu'ils furent établis par Brunehulde, ainsi que nous (J. de Guyse) l'avons rapporté, tandis que Nicolas semble penser que Bavo l'ancien en est l'auteur. C'est de ce dernier qu'il dit, Chapitre IV : "Le roi fit tracer sept grandes routes, qui se prolongeaient par toute la terre. La ville fut appelée par plusieurs la seconde Troie ; et comme il lui arriva de s'enorgueillir de ce surnom, elle suscita des guerres à plusieurs peuples, etc. »
De Guyse poursuit : 

« On doit remarquer que Nicolas ne dit ces choses que par anticipation, ou bien il fait entendre que l'un ne fit qu'achever ce que l'autre avait commencé. Brunéhulde ordonna ensuite qu'une grande pierre de marbre bien polie fût placée au centre de la ville ; c'était un heptagone, c'est-à-dire, qu'elle avait sept face, dont chacune était de quatre coudées dans toutes ses dimensions, Le grand-prêtre avait fait percer les grandes rues de la ville, de manière qu'en se plaçant sur cette pierre, on pouvait voir sans empêchement les sept portes ou les sept temples ; ce qui faisait connaitre le climat ou la contrée correspondant à chaque rue ; et il voulut encore que l'on sculptât sur chacune des faces de la pierre, l'image de l'idole qu'elle regardait. Il ordonna de plus que l'on érigeât sur l'heptagone une statue de métal doré, haute de soixante coudées, tenant une massue à deux mains, et prête à frapper. Cette statue, qui était tournée du côté du midi et qui passait pour être l'idole de Bel, subsista jusqu'au tems de Jules César, qui la réduisit en poudre, et qui fil de la chaux avec la pierre qui la portait ».

## Symbolique et pouvoir (blasons, motifs, couleurs...)
Brunehulde serait aussi  (selon Lucius de Tongres rapporté par De Guyse) l'inventeur - chez les Belges - du motif des chevrons qu'il aurait fait peindre sur les étendards, les écus et les boucliers, sur les pavillons et les tentes, sur les armures et les armes et les armoiries particulières à la ville et au royaume.

Elles consistaient « en sept chevrons ou toits, dont quatre d'or, et trois noirs ou terreux. Quoiqu'on n'en distingue que six au premier aspect, il est néanmoins composé de quatre chevrons entiers et de trois imparfaits, savoir d'un noir qui est imparfait, et de deux pièces d'or en éminence, qui marquent deux chevrons imparfaits, quoiqu'elles semblent d'abord n'en marquer qu'un seul ; parce que ces deux parties supérieures de l'écu ne sont pas conjointes l'une à l'autre ».
Selon De Tongres toujours (cité par De Guyse), « Brunéhulde parait avoir choisi ces armoiries par allusion aux sept grandes routes de la ville de Belgis, qui étaient recouvertes par des toits, ainsi que nous l'avons dit plus haut, et dont quatre seulement demeurèrent entières et dans la perfection qu'il leur avait donnée, aussi longtems que le pays resta habitable Sous domination Belge ; Quant aux trois autres routes, elles demeurèrent imparfaites et n'eurent que peu d'étendue, à cause du voisinage destructeur de l'Océan comme il le parait par la voie Mercuriale (la route qui aboutissait selon De Tongres repris par De Guyse à la « porte de Mercure » et au « temple de Mercure » où se trouvait [selon les chroniqueurs toujours] un mystérieux autel de mercure durci (« modifié et congelé » et une sculpture d'or)' qui conduit au port connu sous le nom de Gand et que l'océan vient aussitôt interrompre en cet endroit ; il en est de même des deux autres routes, Brunéhulte assigna aussi sept couleurs aux sept rues, comme le noir à la rue de Saturne, le blanc à celle de la Lune, la couleur d'or à celle du Soleil, le rouge à celle de Mars, le bleu céleste ou d'azur à celle de Jupiter, le vert à celle de Vénus, et à la rue de Mercure une couleur mêlée de blanc et des autres couleurs ; il ordonna en même tems aux ducs, aux comptes et aux autres officiers, de choisir, avec certaines différences marquées pour leurs écus et leurs armes, des couleurs appropriées à celles des rues qui étaient confiées à leur garde, et de les appliquer à leurs demeures, à leurs palais, châteaux ou simple maison; ce qui fut exécuté ».
De Guyse commente ici Lucius en précisant qu'il « semble croire que tous les nobles qui portaient des armoiries ou des écus composés de chevrons de divers genres avaient pris cet usage de Brunéhulde et des Belges; mais que les armoiries fondées des figures des animaux tels que Ies lions, les léopards, les ours, venaient des Huns, des Pannoniens et des Saxons; et que celles qui représentaient des oiseaux, comme des aigles, des griffons, des alérions, des merles et autres, avaient été prises des romains. Si Lucius dit vrai, les armoiries particulières aux princes du pays, qui se nomme aujourd'hui le Hainaut, furent sans aucun doute Portées publiquement depuis le tems de Brunéhulde, jusqu'à celui du comte Jean (Jean d'Avesnes), qui mourut à Mons en Hainaut l'an de notre Seigneur 1303, et fut enterré à Valenciennes, dans l'église de Saint-François, fondateur de l'ordre des frères mineurs et ainsi elles ont subsisté pendant deux mille quatre cents ans. En effet depuis David roi d'Iraël, sous lequel régnait Brunéhuld, jusqu'à J.C, on compte onze cent quatre années, et depuis l'incarnation de notre Seigneur jusqu'à la mort de ce Jean, comte de Hainaut, ou du moins jusqu'au tems où, renonçant aux armes de Brunéhulde, il prit pour armoiries un écu d'or avec quatre lions, dont deux de sable et deux de gueules posés en treillis, il s'est écoulé treize cens ans environ, qui ajoutés avec 1104, donnent deux mille quatre cent quatre années. Il est vrai que ce Jean, comte de Hainaut, mourut en l'an de l'incarnation de notre Seigneur 1303, mais, ainsi qu'on le verra dans la suite : trois ans avant sa mort, il avait quitté les armoiries de Brunéhulde pour s'en approprier de nouvelles ».

## Mort et succession de Brunehulde
Selon la chronique de De Guyse
« Brunéhulde étant devenu vieux, la dissension éclata entre les ducs et ses fils à l'occasion de celui de ces derniers qui serait choisi pour occuper le sacerdoce après la mort de leur père. L'aîné devait, d'après les lois succéder à son père ; mais, comme ils étaient venus quatre au monde à la fois, il demeurait incertain, l'und'eux. ayant été sacrifié, comme on l'a vu plus haut, à celui des trois restans serait dévolu le sacerdoce. Brunéhulde voyant que cette dissension pouvait causer un grand préjudice à la ville et au royaume, consulta Bel sur le parti qui était à prendre. Le dieu répondit que le sort devait régler les frères dans leur partage, et que l'un serait nommé grand prêtre, que l'autre serait duc de Trèves, et que le troisième aurait un établissement chez les Allobroges, les Aquitains et les Neustriens. 
On obéit à l'oracle, et Bruno obtint, au sort, le souverain sacerdoce, du vivan même de son père; le sort désigna Belgion pour duc de Trèves, tandis qu'Aganippus partit pour être roi des Allobroges et des Neustriens. Mais ce dernier ne voulant demeurer dans aucune des villes de ses sujets, en bâtit une nouvelle, à laquelle il donna le nom de Belgis la Gauloise. À partir de cette époque, on compte, dans le royaume des Belges, trois ville qui se sont appelées Belgis. La première et la plus considérable se nomme simplement Belgis sans aucun surnom et sans aucune autre désignation, si ce n'est qu'elle est appelée par quelques-uns Belgis togata ou armata. c'est la ville fondée par Bavo, roi de Phrigie; La seconde prit le nom de Belgis comata de Belgion, duc de Trèves, parce qu'elle est située dans la Gaule chevelue. La troisième Belgis la Gauloise et porte aujourd'hui le nom de Beauvais. 
Brunéhulde, du consentement de tout le royaume, établit ses autres fils, nés de sa première femme rois ou ducs dans différentes provinces et villes des Gaules ; quant à ses autres fil du second lit, il les envoya gouverner les provinces des Saxons, des Danois, des Norvégiens et de toute la Germanie, en les plaçant tous sous l'autorité du prince des prêtres des Belges. 
Enfin Brunéhulde, après avoir atteint la soixante et dixième année de son sacerdoce, mourut plein de jours dans la ville de Belgis. Cent rois, mille ducs, douze cens comtes, plus de deux mille chasseurs, chevaliers et autres officiers se rendirent, suivant leur usage, à ses obsèques; et l'on vit jusqu'à cent rois, ducs ou comtes des plus illustres de son empire, se précipiter dans les flammes de son bûcher devant la grande statue de Bel, au milieu de la ville ». 
J. de Guyse, reprécise en fin de ce chapitre que « Brunéhulde eut pour successeur Bruno son fils. ». 
Remarque : La racine du mot "brun" (brunus) est retrouvé chez les 3 générations de ces "fondateurs" ; chez Bavo-Le-Brun, chez Brunéhilde et Bruno.